# アーカムプロダクツ
アーカムプロダクツ株式会社 (Arkham products) は、かつて北海道札幌市に存在したアダルトゲーム製作会社である。1992年6月に有限会社アーカムプロダクツとして創立し、2005年に株式会社に変更した。所持ブランドの1つであったエウシュリーは、2005年3月に独立し、有限会社エウクレイア（現在は株式会社）を設立した。「美少女ゲームオンラインパートナーズ」や「レボリューション・エイティーン」等の試みを行っていた。
2014年9月11日に札幌地方裁判所から破産手続き開始を受けた。
なお、株式会社オプス（愛知県名古屋市）の同人ゲームブランド「ああかむ」とは資本関係はない。

## 作品一覧
TEAM暗黒媒体
PCゲームとそれを基にしたDVD PlayersGame（DVD-PG）を中心に製作していたが、2009年よりダウンロード販売専門のムービー作品を中心に製作している。
- 2000年11月24日 - 車畜
- 2001年10月12日 - 悪だくみ
  - 2002年4月19日 - 悪だくみ ぬぎぬぎ念シューティング
- 2003年2月14日 - 婦女・膀胱 〜失禁委員長垂れ流し実験中〜（DVD-PG）
  - 2003年11月7日 - 婦女・膀胱2 〜失禁女教師淫乱授業中〜（DVD-PG）
  - 2004年3月26日 - 婦女・膀胱3 〜恥辱姉妹失禁ダブル調教〜（DVD-PG）
- 2003年3月21日 - ぼくのむしかご
  - 2003年5月9日 - 蟲籠【壱】蛇淫の復讐歌（DVD-PG）
  - 2003年6月6日 - 蟲籠【弐】淫欲の聖少女（DVD-PG）
  - 2003年7月4日 - 蟲籠【参】淫獄の地下室（DVD-PG）
  - 2003年9月12日 - 蟲籠 コンプリート・ボックス
- 2003年8月22日 - 奪還機構ラヴネイティア
  - 2004年4月30日 - GOL 〜奪還〜 FILE.1 凌辱!美麗秘書を救出せよ!（DVD-PG）
  - 2004年8月6日 - GOL 〜奪還〜 FILE.2 美少女バイオリニスト淫蝕の旋律（DVD-PG）
- 2004年11月26日 - おまえのものは俺のもの（DVD-PG）
  - 2005年8月5日 - おまえのものは俺のもの
  - 2006年8月25日 - おまえのものは俺のもの2
  - 2011年4月28日 - おまえのものは俺のもの（廉価版）
- 2008年6月27日 - オヤジの妄想道楽館 1号室 凌辱中毒（DVD-PG）
  - 2008年7月25日 - オヤジの妄想道楽館 2号室 淫交家族（DVD-PG）
  - 2008年9月5日 - オヤジの妄想道楽館 3号室 恥辱学淫（DVD-PG）
- 2008年10月10日 - 煩悩の錬金術師1（DVD-PG）

デジタルノベル作品
- 2009年3月27日 - 美少女ペット花びらうずうず教室
- 2009年4月10日 - いじられ系痴女の肉
- 2009年4月17日 - 放課後セックス漬け教室
- 2009年4月24日 - 女教師公開尻穴責め
- 2009年5月15日 - 落城のお姫様無残
- 2009年5月29日 - 男の童話 アリスと白濁姫
- 2009年7月17日 - ご返済はエッチな計画的に
- 2009年7月31日 - 老人介護@セックス
- 2009年8月21日 - エッチな返済計画教えます
- 2009年9月4日 - マゾ×マゾ
- 2009年10月2日 - おまえのものは俺のもの【姉】
  - 2009年10月6日 - おまえのものは俺のもの【妹】
  - 2009年10月9日 - おまえのものは俺のもの【姉妹】
  - 2009年10月20日 - おまえのものは俺のもの2
- 2009年10月13日 - やり友家族ホワイト汁プラン1
  - 2009年10月16日 - やり友家族ホワイト汁プラン2
  - 2009年10月23日 - やり友家族ホワイト汁プラン3
- 2011年4月15日 - ヤリ友家族 起 生意気な妹舐め舐め検査
- 2009年10月27日、10月30日、11月6日 - 蟲籠 壱 蛇淫の復讐歌 第1章、第2章、第3章
  - 2009年11月13日、11月20日、11月27日 - 蟲籠 弐 淫欲の聖少女 第1章、第2章、第3章
  - 2009年12月4日、12月11日、12月18日 - 蟲籠 参 淫獄の地下室 第1章、第2章、第3章
  - 2009年12月25日 - 蟲籠 種明かし編
- 2010年1月8日、1月15日、1月22日 - GOL1 第1章、第2章、第3章
  - 2010年1月29日、2月5日 - GOL2 第1章、第2章
- 2010年2月26日、3月5日、3月12日 - 胎内侵犯1 第1章、第2章、第3章
  - 2010年3月19日、3月26日 - 胎内侵犯2 聖島編 第1章、第2章
  - 2010年4月2日、4月9日 - 胎内侵犯2 桜海編 第1章、第2章
  - 2010年4月16日、4月23日、4月30日 - 胎内侵犯3 第1章、第2章、第3章
- 2010年9月17日 - プリンセス・ハンティング Movie シャーディ編
  - 2011年2月18日 - 魔王姫狩り イナルナ姫淫行肉欲責め
  - 2011年3月4日 - 魔王姫狩り ノエル姫大衆公開恥刑
  - 2011年4月8日 - 魔王姫狩り エレオノール姫女淫精液大放出
  - 2011年4月8日 - 魔王姫狩り エリナール姫強引乱交肉祭り

カニスキー
- 2005年7月1日 - 家族交感 姉・母・妹：追加シナリオをダウンロード販売している。
  - 2005年7月1日 - 家族交感 DL01 だめ!お義兄ちゃん!（追加シナリオ）
  - 2005年7月1日 - 家族交感 DL02 奥さんピザ屋です!（追加シナリオ）
  - 2005年8月31日 - 家族交感 DL03 おじいちゃんと一緒（追加シナリオ）
  - 2005年12月1日 - 家族交感 DL04 「DOG PANIC!」（追加シナリオ）
  - 2006年3月3日 - 家族交感 禁断の章（ファンディスク）
  - 2010年7月28日 - 家族交感 姉・母・妹 + 禁断の章
  - 2011年3月4日 - 家族交感 〜コンプリートコレクション〜
- 2010年6月11日 - プリンセス・ハンティング 〜魔王様の収穫祭〜
  - 2010年10月8日 - プリンセス・ハンティング プレミアムエディション
- 2011年7月22日 - ケータイ王様ゲーム＠セックス 接触の淫編
- 2011年11月25日 - ケータイ王様ゲーム＠セックス 再会の淫編

エウシュリー
現在は別企業のブランド。エウシュリーを参照。

### 解散したブランド
アーカムプロダクツ
- 1992年6月28日 - フロッピー文庫1 リスナーズクラブ0990Vol.1
  - 1992年6月28日 - フロッピー文庫2 ミスティのささやかな奇跡
  - 1992年6月28日 - フロッピー文庫5 マンガ家SLG
  - 1992年10月26日 - フロッピー文庫10 オール美少女アートグラフィックスVol.1
  - 1992年10月26日 - フロッピー文庫11 リスナーズクラブ0990Vol.2
  - 1992年10月26日 - フロッピー文庫12 パズィパニック
  - 1992年12月18日 - フロッピー文庫14 サディスティックゲーマーズシンドロームエピソードI
  - 1993年3月26日 - フロッピー文庫17 オール美少女アートグラフィックスVol.2
  - 1993年6月26日 - フロッピー文庫20 オール美少女アートグラフィックスVol.3
  - 1993年8月26日 - フロッピー文庫21 オール美少女アートグラフィックスVol.4
  - 1994年2月26日 - フロッピー文庫24 サディスティックゲーマーズシンドロームエピソードII
  - 1994年3月26日 - フロッピー文庫25 サディスティックゲーマーズシンドロームエピソードIII
- 1993年10月22日 - オール美少女CGエクストラ（PC-98FD版）
  - 1993年12月1日 - オール美少女CGエクストラ（FM TOWNS版）
- 1994年3月1日 - 色数向上委員会第1集
  - 1994年4月1日 - 色数向上委員会第2集
  - 1994年5月1日 - 色数向上委員会第3集
  - 1994年6月1日 - 色数向上委員会第4集
  - 1994年8月1日 - 色数向上委員会第5集
  - 1994年9月1日 - 色数向上委員会第6集
  - 1994年10月1日 - 色数向上委員会第7集
  - 1994年11月1日 - 色数向上委員会第8集
  - 1994年12月1日 - 色数向上委員会第9集
  - 1995年1月10日 - 色数向上委員会第10集
  - 1995年2月1日 - 色数向上委員会第11集
  - 1995年3月1日 - 色数向上委員会第12集
  - 1995年4月1日 - 色数向上委員会コンプリートコレクション1
  - 1995年5月1日 - 色数向上委員会コンプリートコレクション2
  - 1995年6月1日 - 色数向上委員会アートブック1
  - 1995年7月1日 - 色数向上委員会アートブック2
  - 1995年8月1日 - 色数向上委員会アートブック3
  - 1995年12月9日 - 色数向上委員会アートブック4
  - 1996年1月19日 - 色数向上委員会アートブック5
  - 1996年3月15日 - 色数向上委員会アートブック6
  - 1996年5月17日 - 色数向上委員会アートブック7AB CGコレクション
  - 1996年7月1日 - 色数向上委員会 for adult コンプリートコレクション4
  - 1996年9月6日 - 色数向上委員会アグライアVol.1
  - 1996年12月3日 - 色数向上委員会アグライアVol.2
  - 1997年7月4日 - 色数向上委員会アグライアVol.3
- 1995年3月1日 - 美 イラストレーションα
- 1995年9月8日 - DAG Vol.0
  - 1995年11月22日 - DAG No.1 色数向上委員会
  - 1996年2月9日 - DAG N0.2 色数向上委員会
  - 1996年4月19日 - DAG No.3 色数向上委員会
- 1997年1月24日 - めがきゅーと Vol.1（色数向上委員会アグライア別冊）
  - 1997年5月16日 - めがきゅーと Vol.2
- 1997年12月12日 - 美少女サイトえくすぷろ～ら～ず2

パームツリーSOFT
- 1993年3月16日 - パープルCAT Vol.1
  - 1993年6月18日 - パープルCAT Vol.2（PC-98FD版）
    - 1993年7月2日 - パープルCAT Vol.2（X68000版/FM TOWNS版）

  - 1993年9月17日 - パープルCAT Vol.3
  - 1997年8月15日 - パープルCAT'97
- 1993年12月10日 - ぷるぷるパラダイス（PC-98FD版）
  - 1994年1月14日 - ぷるぷるパラダイス（X68000版/FM TOWNS版）
- 1994年8月26日 - TO FIVE 〜夏の扉の向こうに君を見つける〜

イメージクラブ（iMAGE CLUB）
- 1997年5月30日 - 女卍 〜水角蛇淫之章〜
- 1997年10月17日 - 解剖狂室
- 1998年1月14日 - BLOOD SEED2
- 1998年6月19日 - きわめて!スキャンダル!?
- 1998年10月16日 - 神魔降臨
- 1999年6月4日 - いきなり無人島!?
- 1999年9月17日 - 彩季憧 〜幸せな明日の迎え方〜
- 2000年5月26日 - 運命の振り子 〜Pendulum of Fate〜

REWNOSS
- 1999年11月26日 - フォークソング：アボガドパワーズとCROWDのスタッフが参加したコラボレーション企画作品。

EXTREME
- 2000年11月24日 - Primary Colours
- 2002年7月25日 - リズミック・レヴ

OVERALL
- 2004年8月27日 - LostLife 〜だけどきみにつたえたいこと〜

## 美少女ゲームオンラインパートナーズ
既存のCG、音楽などの素材を使いオリジナルシナリオでゲームを製作し、完成したゲームをインターネット上で公開できるツールである。下記のレボリューション・エイティーンのリリースに伴い閉鎖された。

### 発売素材一覧
カッコ内は使用元のブランド・原題
単体動作可能ツール
- 家族交感 Another Online（カニスキー「家族交感 姉・母・妹」）
- 淫獄 Another Online（ガールズソフトウェア「淫獄病棟」、「淫獄病棟2」、「淫獄聖女学園」）
- ぱいめが Another Online（smart「ぱいめが」）

プラグインソフト
先述の単体動作可能ツールがインストールされていないと使用できない
- 戦隊プラグイン1 〜奪還機構ラヴネイティア〜（暗黒媒体「奪還機構ラヴネイティア」）
- 新体操 Another Online（ぱんだはうす「新体操 (仮)」、「新体操 (真)」）

## レボリューション・エイティーン
レボリューション・エイティーン（R18、アール18）は、ゲームの素材を組み合わせ、オリジナルのゲームを作成することができるソフトである。アール18自体はフリーソフトであるが、素材を追加するためにはブースターソフトを購入する必要がある。

## その他
ホームページ開設当初は「色数向上委員会」というサイトだった。